# بشرى الشعيبي
بشرى الشعيبي (مواليد 1995) هي لاعبة شطرنج أردنية، حائزة على الميدالية الذهبية الفردية في أولمبياد الشطرنج العالمي الثالثة والأربعين عام 2018.

## المسيرة الرياضية
في عام 2011، فازت بشرى الشعيبي ببطولة الشباب العربية للشطرنج للفتيات تحت سن 16 سنة. فازت مرتين ببطولة الأردن للشطرنج للسيدات (2015، 2018). سنتان على التوالي فازت بشرى الشعيبي بالميدالية البرونزية في بطولة المرأة العربية للشطرنج الفردي (2016، 2017). وأيضا سنتان على التوالي فازت ببطولة الغارة الفردية للمرأة العربية (2016، 2017).
بشرى الشعيبي لعبت للأردن في أولمبياد الشطرنج للسيدات :
- في عام 2010، في المركز الرابع في أولمبياد الشطرنج التاسعة والثلاثين (للسيدات) في خانتي مانسيسك (+6 ، = 0 ، -3) ،
- في عام 2012، في المركز الرابع في أولمبياد الشطرنج الأربعين (للنساء) في اسطنبول (+4 ، = 3 ، -4) ،
- في عام 2014، في المركز الرابع في أولمبياد الشطرنج الحادي والأربعين (للسيدات) في ترومسو (+3 ، = 3 ، -4) ،
- في عام 2016، في المركز الثالث في أولمبياد الشطرنج الـثاني والأربعين (سيدات) في باكو (+6 ، = 0 ، -5) [12] ،
- في عام 2018، في المركز الاحتياطي في الأولمبياد الثالثة والأرربعين للشطرنج (للسيدات) في باتومي (+8 ، = 0 ، -0) وفازت بالميدالية الذهبية الفردية .

لعبت بشرى الشعيبي للأردن في بطولة الشطرنج الآسيوية للرجال (2016). لعبت بشرى الشعيبي للأردن في دورة الألعاب العربية للسيدات، بطولة فريق الشطرنج (2011) وفازت بالميدالية الفضية للفريق.

## روابط خارجية
- بشرى الشعيبي على موقع الاتحاد الدولي للشطرنج (الإنجليزية)
- بشرى الشعيبي على موقع مباريات الشطرنج (الإنجليزية)
- بشرى الشعيبي على موقع 365Chess.com (الإنجليزية)
- بشرى الشعيبي على موقع Chesstempo.com (الإنجليزية)
- بشرى الشعيبي سجل أولمبياد الشطرنج للسيدات على موقع OlimpBase.org (الإنجليزية)
- Boshra Alshaebyi
- بشرى الشعيبي العاب شطرنج على 365Chess.com